# Lefty (proteína)
Los factores de determinación izquierda-derecha (Lefty) son proteínas que están estrechamente relacionadas con miembros de la familia de los factores de crecimiento TGF-beta. Estas proteínas son secretadas y juegan un papel en la  determinación de la asimetría bilateral de los órganos durante el desarrollo embrionario. Mutaciones en los genes que codifican estas proteínas están asociados con malformaciones en el crecimiento asimétrico de los órganos, particularmente corazón y pulmones.